# Norf
Norf ist ein Stadtteil der Stadt Neuss im Rhein-Kreis Neuss in Nordrhein-Westfalen.

## Lage
Norf ist ein Stadtteil im Süden von Neuss und liegt am linken Niederrhein. Durch den Ort fließt der Norfbach. Norf besteht aus zwei Bereichen. Westlich der Bahnlinie liegt das eigentliche Norf, östlich davon Derikum. Die Einwohnerzahl beträgt 10340 auf einer Fläche von 5,52 km² (Stand 31. Dezember 2021).

## Geschichte

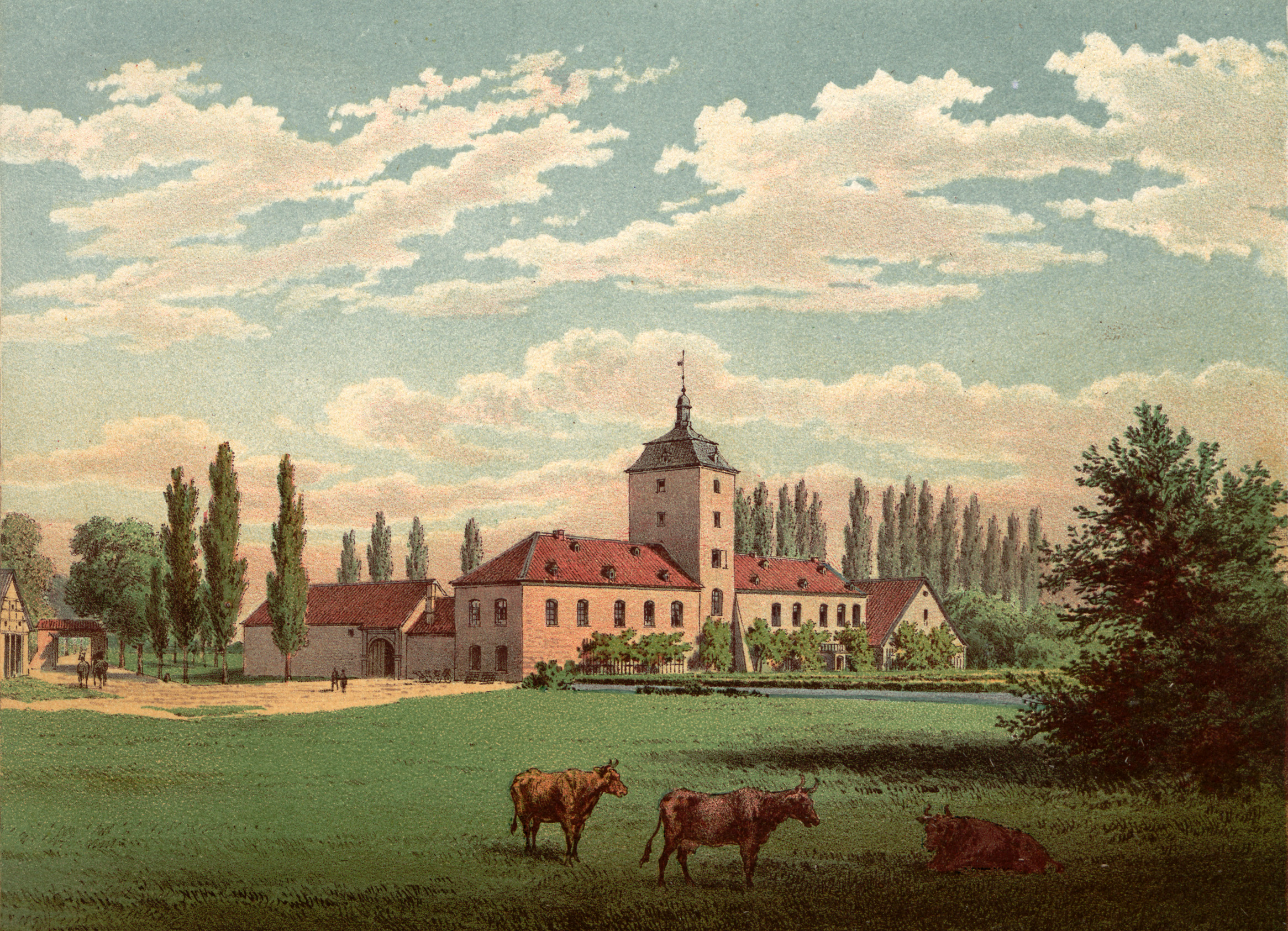
Rittergut Vellbrüggen um 1860, Sammlung Alexander Duncker.

Bereits in der Mittelsteinzeit war der Raum Norf von sogenannten Standwildjägern besiedelt. Hierbei bildeten die zahlreichen Wasserläufe ein ideales Jagdgebiet. In der römischen Zeit gab es einige Villae rusticae im Raum Norf. Wenige, aber zuverlässige Indizien bezeugen eine frühmittelalterliche Siedlung und ein Grab, beides nahe am Norfer Hof. Die erste schriftliche Erwähnung des Ortes mit seiner – ursprünglich beim Norfer Hof gelegenen – Kirche stammt aus dem Jahre 1223 als norpe. Damals war der Ort rein landwirtschaftlich orientiert. Es dominierten die großen Hofanlagen Vellbrüggen, Müggenburg, Sandhof, Derikumer Hof und Norfer Hof. Derikum wurde 1275 erstmals als Derichem und ab 1447 als Dyrkem bezeichnet. Bis zum 13. Jh. lag Norf im Nievenheimer Gau und nach dessen Zersplitterung gehörte der Ort rund 500 Jahre zum kurkölnischen Amt Hülchrath. 1586 zerstörten spanische Söldner den Ort.
1794 besetzten französische Revolutionstruppen das Linke Rheinufer, von 1798 bis 1814 gehörte der Ort zum neu eingerichteten französischen Kanton Neuß im Rur-Departement. Norf wurde Hauptort (chef-lieu) der Mairie de Norff. Im Gemeindegebiet Norf, Derikum, Elvekum, Stüttgen und Bettikum waren zu dieser Zeit 319 Einwohner registriert.
1815 kam die Region aufgrund der Vereinbarungen auf dem Wiener Kongress zum Königreich Preußen. Norf wurde Verwaltungssitz einer Bürgermeisterei im Kreis Neuß, die zum Regierungsbezirk Düsseldorf gehörte. Die Bürgermeisterei war zugleich eine Sammtgemeinde, die aus den beiden eigenständigen „Spezialhaushaltgemeinden“ Norf und Rosellen bestand. Die Gemeinde Norf bestand aus den Ortschaften Norf, Derikum, Elvekum, Stüttgen und Bettikum.
Im 19. Jahrhundert war der Ort überwiegend landwirtschaftlich geprägt und verfügte kaum über Gewerbesteuereinnahmen. 1927 erfolgte die Umbenennung der Bürgermeisterei in Amt Norf. 1929 wurde die Bürgermeisterei Grimlinghausen mit den Gemeinden Grimlinghausen und Uedesheim in die Stadt Neuss eingemeindet. Am 4. März 1945 besetzten amerikanische Truppen die Ortschaften des Amtes. 1974 scheiterte der Plan, aus den Gemeinden Norf, Rosellen, Gohr, Nievenheim und dem Ortsteil Neuss-Erfttal eine Gemeinde zu bilden. Am 1. Januar 1975 wurde das Amt Norf aufgelöst und in die Stadt Neuss eingegliedert. Das ehemalige Rathaus wird heute als Polizeiwache und als Bürgeramt (Außenstelle des Rathauses der Stadt Neuss) genutzt. Im Jahre 2009 fand nach 36 Jahren wieder eine Trauung statt.

### Einwohnerentwicklung

#### Gemeinde
- 1798: 00.319
- 1900: 01.000
- 1913: 01.259
- 1933: 01.628
- 1939: 01.769
- 1955: 02.735
- 1961: 03.431 (6. Juni)
- 1965: 05.500
- 1970: 06.113 (27. Mai)

#### Stadtteil
- 1989: 10.494
- 2001: 10.741 (31. Dezember)
- 2007: 10.666 (31. Dezember)
- 2011: 10.509 (30. Juni)
- 2014: 10.399 (30. Juni)

## Politik

### Die Norfer Bürgermeister
| - 0000–1798: Pierre Steins - 1801–1802: Heinrich Gruben - 0000–1802: Heinrich Gruttorfer - 1802–1811: August Eichhoff - 1811–1812: German Müller - 1812–1813: Guillaume Gruttorfer - 1814–1816: Hermann Müller - 1816–0000: Michael Vahsen - 0000–1829: von Sieger - 1829–1838: Peter Steins - 1839–1841: Wilhelm Mardersteck - 1841–1851: Carl Kahler - 1851–1855: Hermann Clemens - 1855–0000: Carl Kahler - 1856–1858: Wilhelm Berg - 1858–1869: F. A. B. Schmitz | - 1869–0000: Eduard Bacciocco - 1869–1879: Christian Plum - 1879–1903: Eduard Bacciocco - 1903–1930: Heinrich Wiedenbrüg - 1931–1933: H. Rahmen (kommiss.) - 1933–1939: Erich Lindhorst - 1939–1945: Heinrich Klassen - 1946–1948: Adolf Göggel (komm.) - 1948–1949: Josef Kluth - 1949–1950: Josef Offer - 1950–1952: Josef Kluth - 1952–1956: Johann Palms - 1956–1964: Johann Steinfort - 1964–1969: Johannes Esser - 1969–1974: Wilhelm Graf von Pfeil Ab 1975 nach Neuss eingemeindet |

## Kultur und Freizeit

### Sehenswürdigkeiten

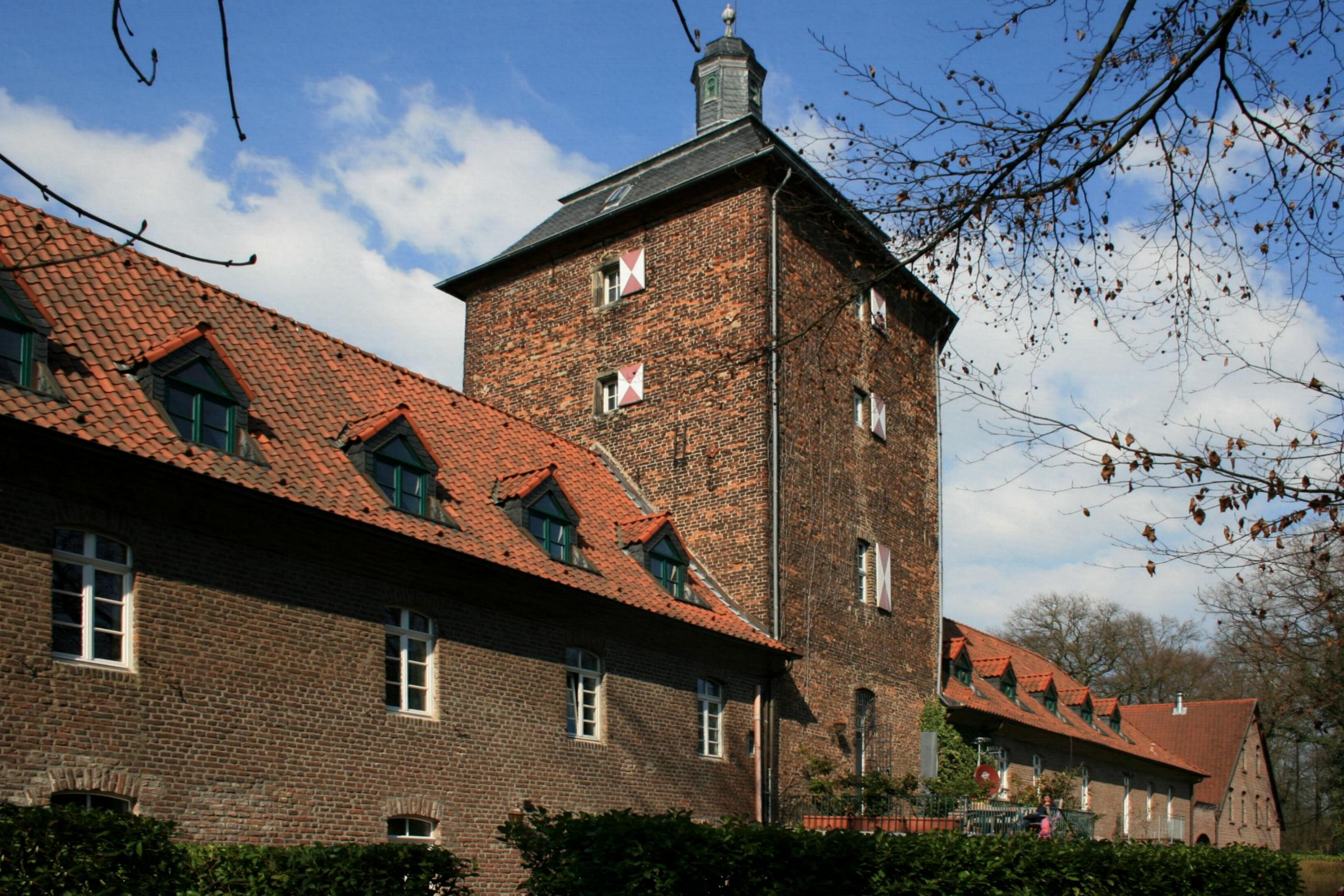
Gut Vellbrüggen

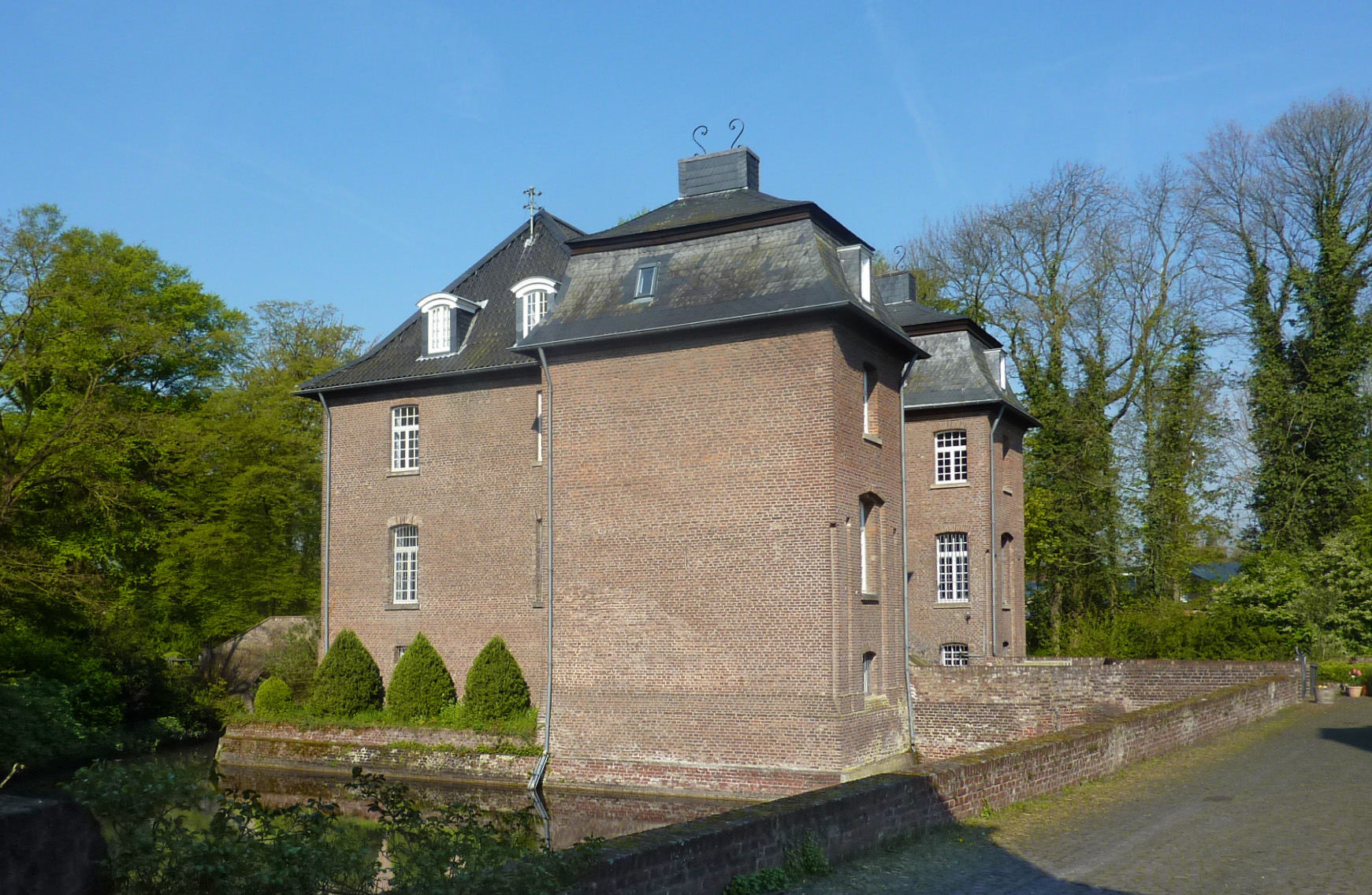
Schloss Müggenburg

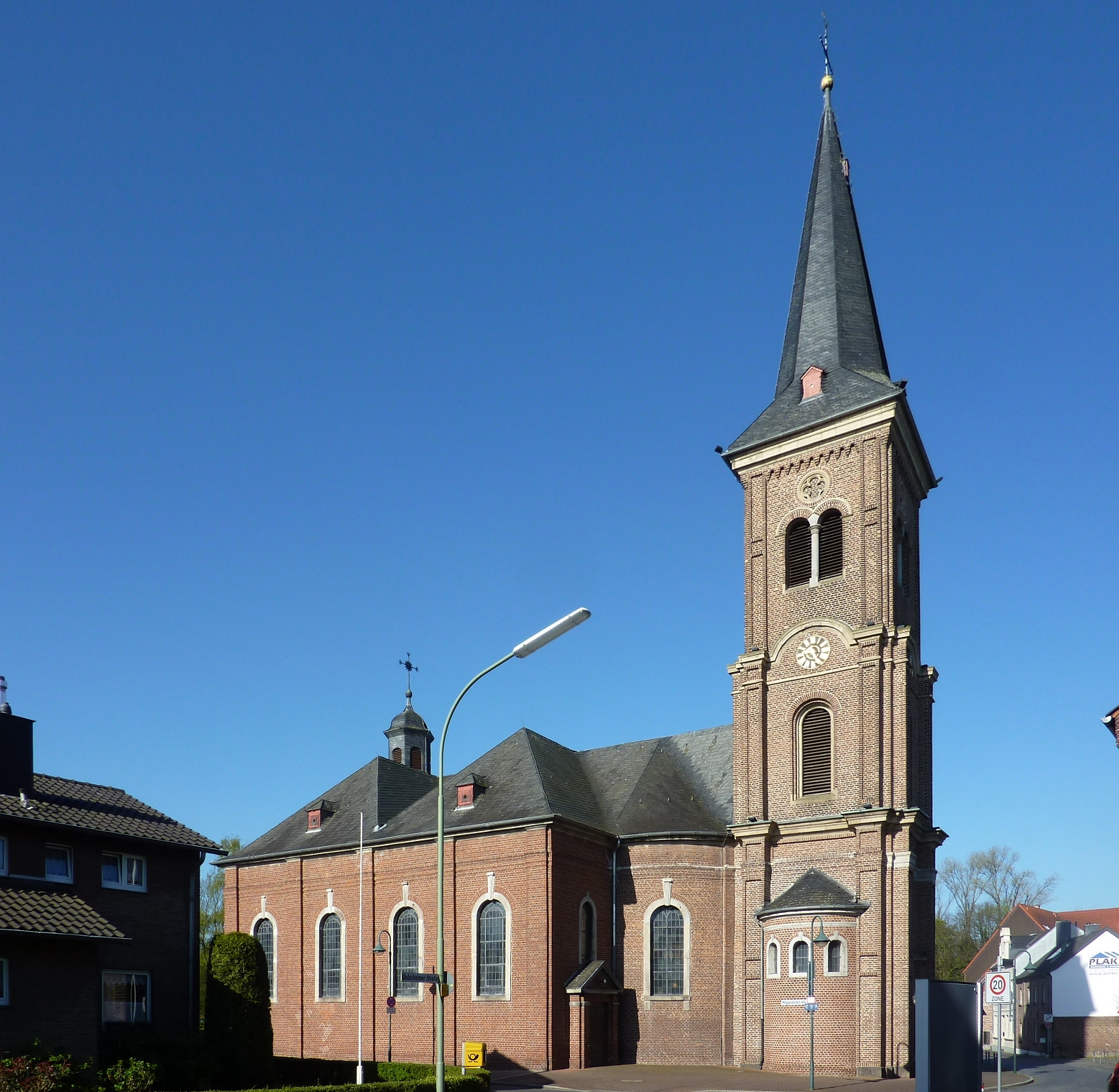
Die Kirche St. Andreas

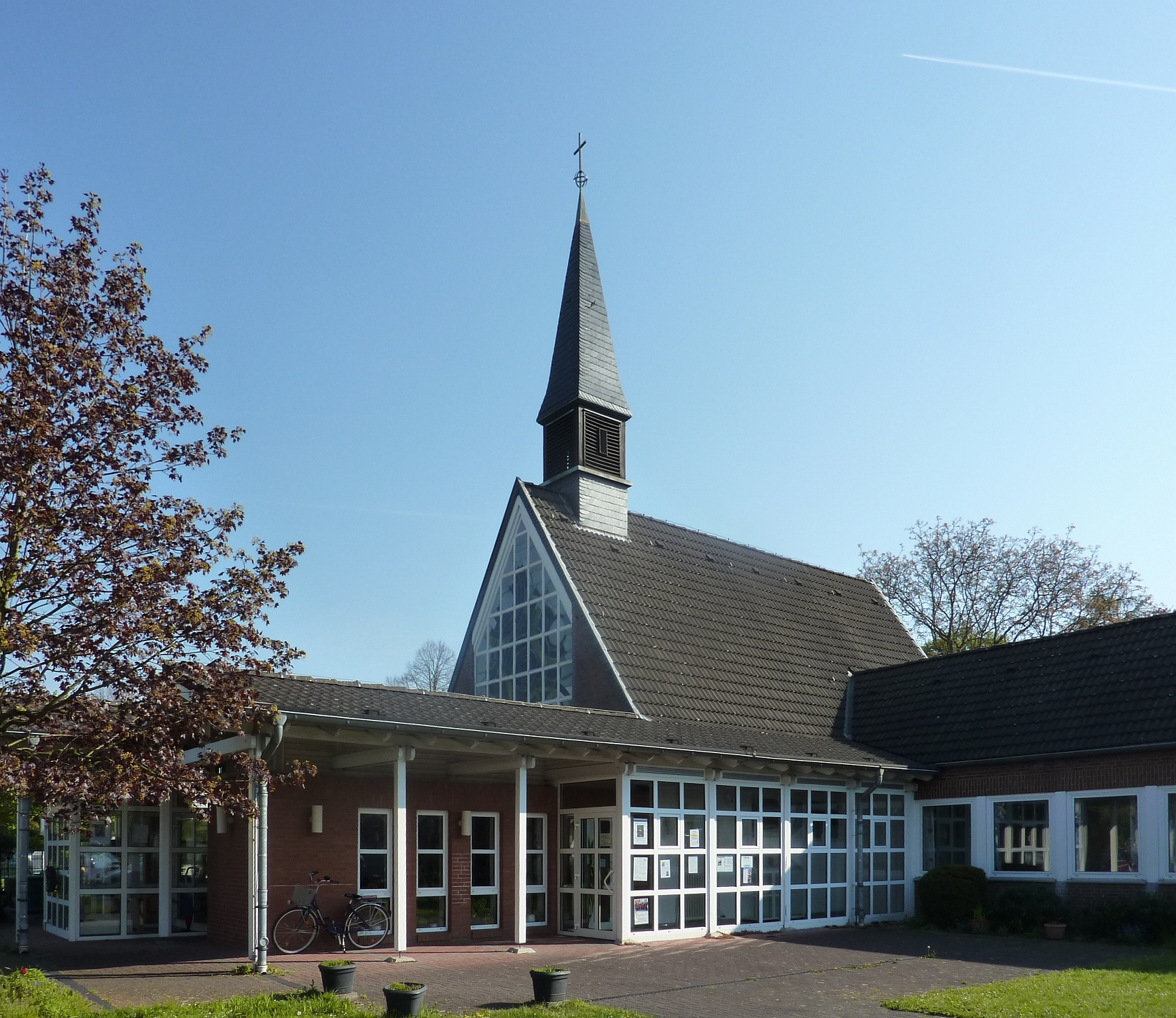
Die Friedenskirche in Norf

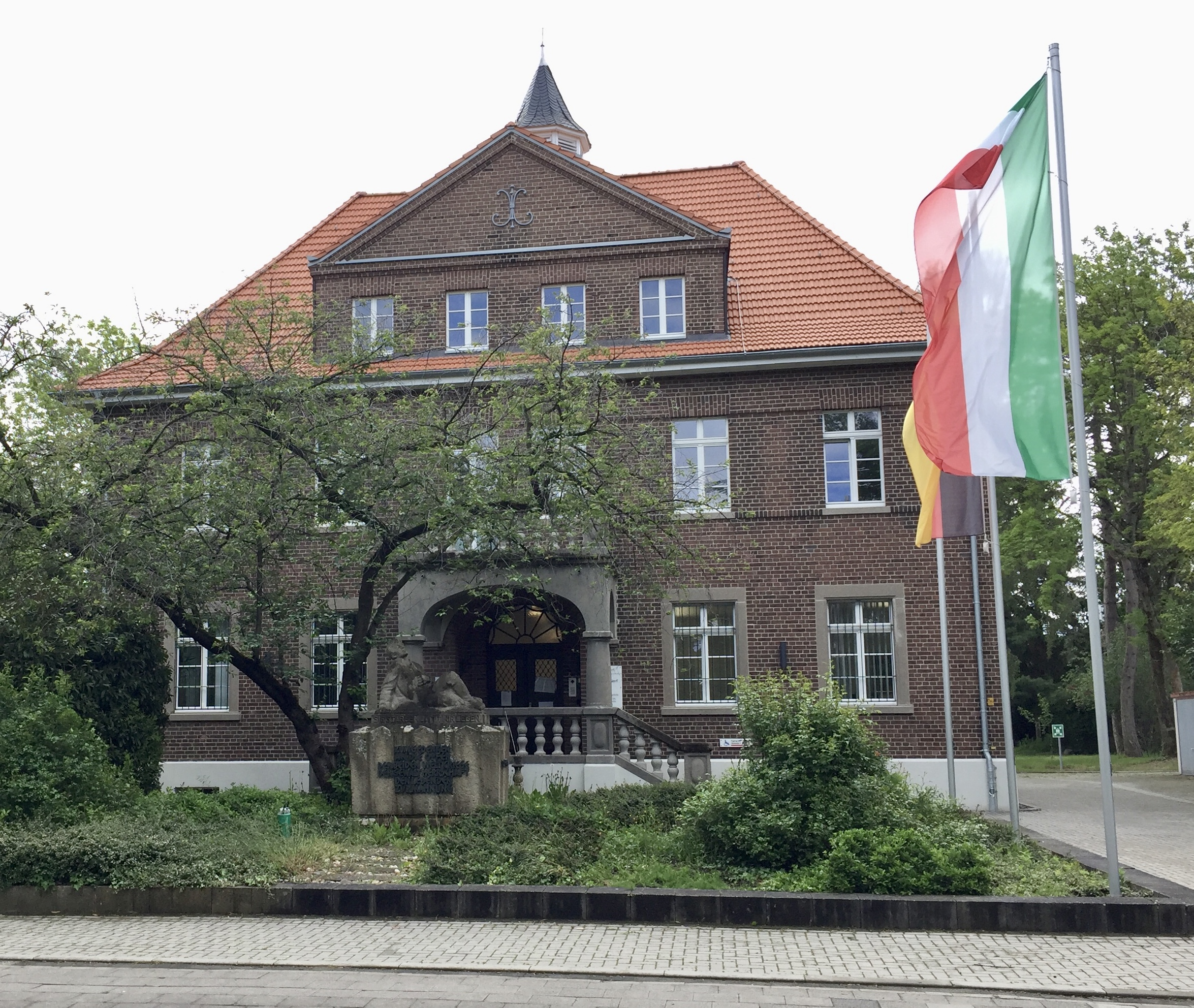
Ehemaliges Rathaus Norf

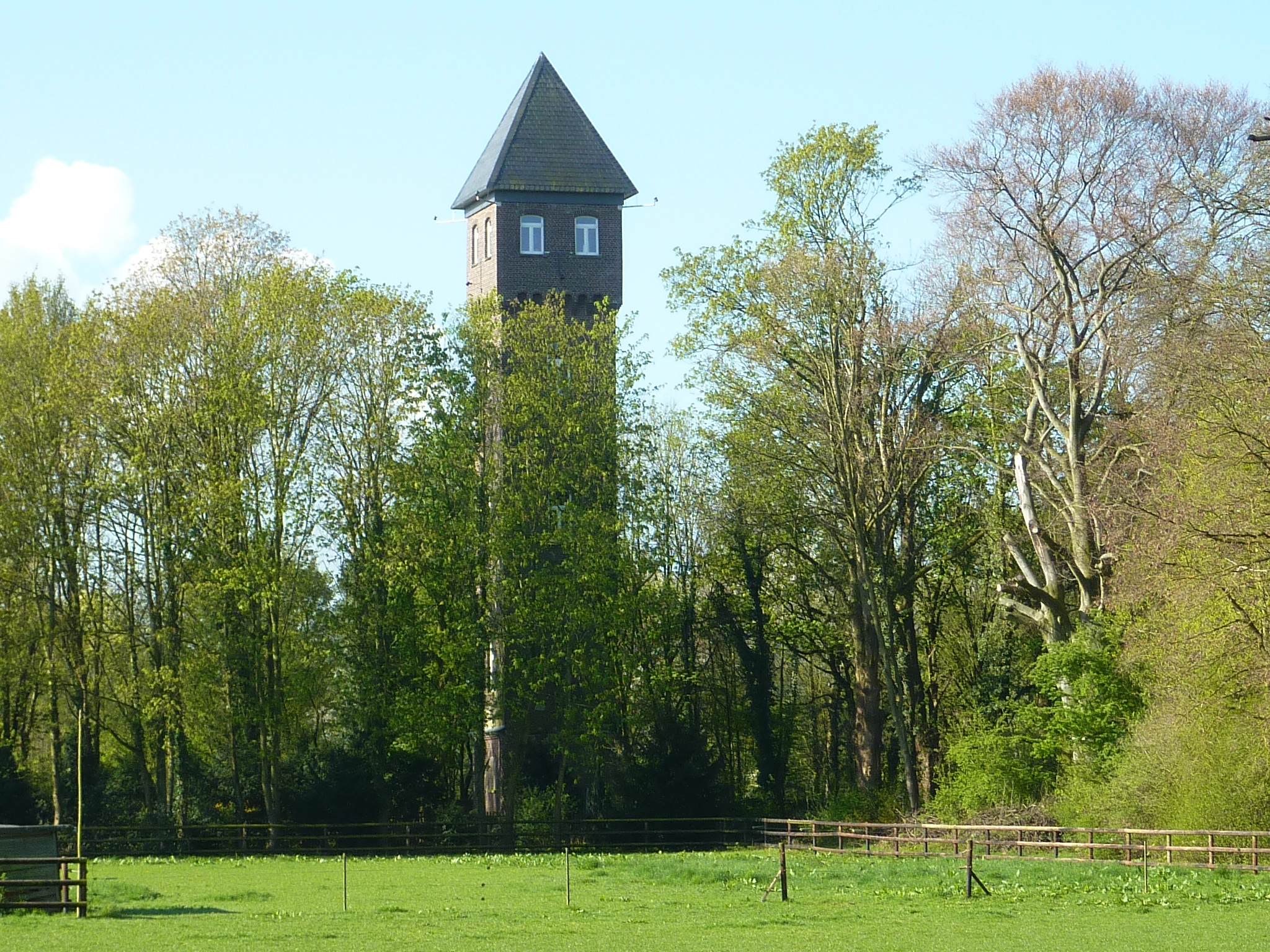
Wasserturm Norf

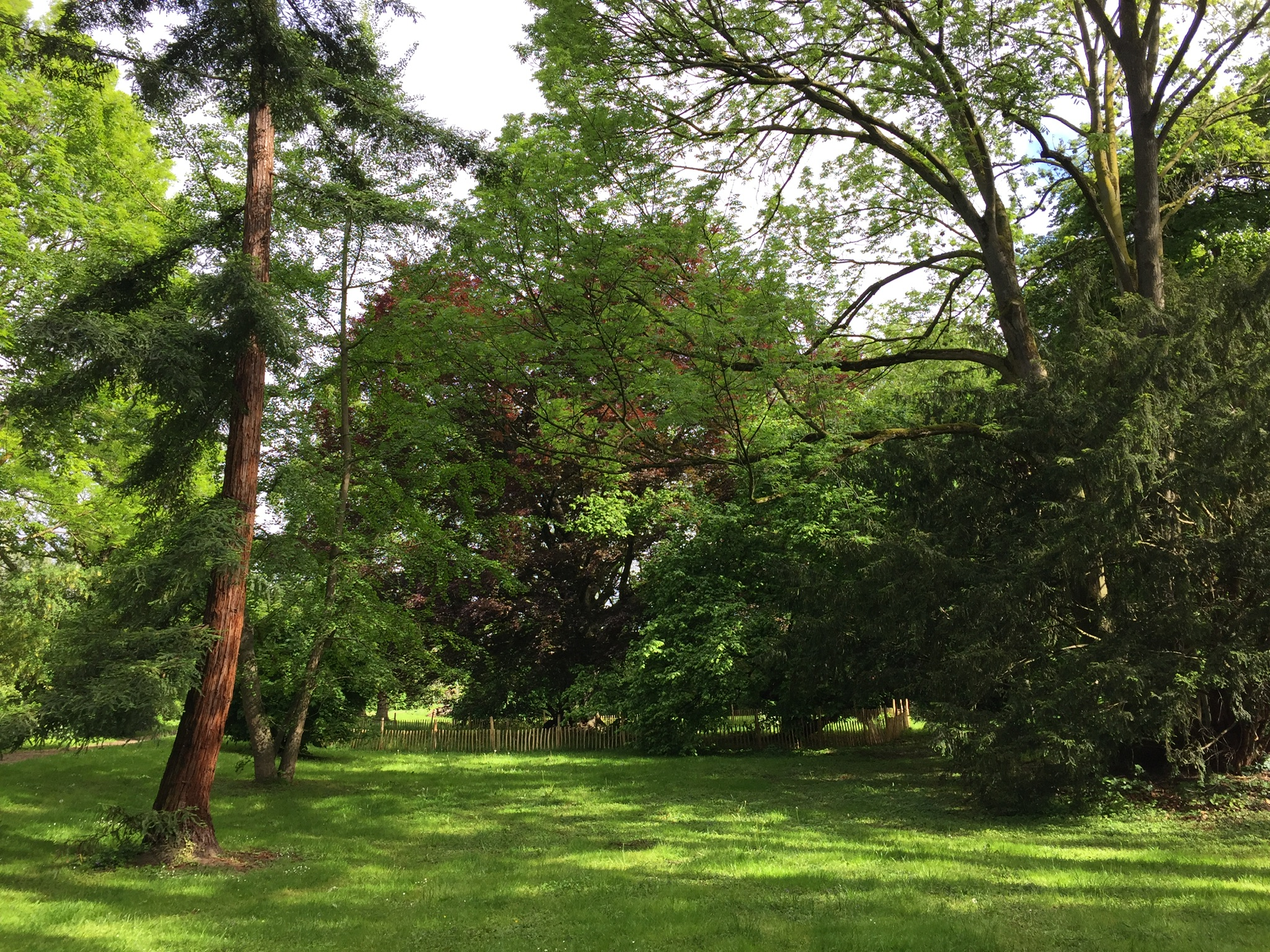
Müggenburgpark

- Gut Vellbrüggen: Ist ein stattliches, ehemaliges Rittergut mit einem über 850 Jahre alten imposanten Wohnturm und einem später daran gebauten, großen viereckigen Hofkomplex. Der Gebäudekomplex steht auf der Liste des rheinischen Amtes für Denkmalschutz. Der Vellbrüggener Turm findet sich als Hauptmotiv im Wappen der ehemals selbständigen Gemeinde Norf. Noch bis zum Ende der 80er Jahre wurde das Gut für den landwirtschaftlichen Betrieb der umliegenden Ackerflächen genutzt (Familien: von Waldthausen / Graf von Pfeil u. Klein-Ellguth). Seither dienen die an den Turm angebauten ehemaligen Wohngebäude als Firmensitz. Die Hofgebäude und Stallungen wurden zu Wohnzwecken umgebaut.
- Schloss Müggenburg: Die Müggenburg ist ein kleines Wasserschloss aus dem 18. Jahrhundert gleich neben der katholischen Pfarrkirche. Diese war ursprünglich die Kapelle der Müggenburg. Errichtet wurde die Müggenburg gegen Mitte des 18. Jahrhunderts durch den Düsseldorfer Hofrat Carl Dominicus von Schwartz und diente zunächst als adeliges Damenstift.
- Katholische Pfarrkirche St. Andreas: Die Pfarrkirche ist ein spätbarocker Neubau von 1765/67. Zum Teil ist die Ausstattung noch erhalten. Der Turm wurde erst im 19. Jahrhundert, die Seitenschiffe wurden 1913 errichtet. Die ursprüngliche Pfarrkirche nahe dem Norfer Hof wurde erst 1839 abgerissen.
- Evangelische Friedenskirche: Die Friedenskirche am Wisselter Weg wurde am 1. Advent 1961 der Gemeinde übergeben. Sie wurde mehrmals umgebaut: Ende der 60er Jahre kamen der Gemeindesaal, der Jugendkeller und die Pfarrwohnung hinzu. 1994 kam eine Vorhalle hinzu. Der Gebäudeteil mit der Pfarrwohnung wurde 2015 wieder abgerissen. Das Grundstück auf dem die Friedenskirche errichtet wurde, stiftete die Familie von Waldthausen. Zusammen mit der Trinitatiskirche in Rosellerheide bildet die Friedenskirche die Ev. Kirchengemeinde Am Norfbach.
- Ehemaliges Rathaus, repräsentativer Backsteinbau von 1912
- Wasserturm, 1904 zur Versorgung des angrenzenden Schlosses Müggenburg gebaut
- Müggenburgpark

### Vereine
- TSV Norf
- TTV Norf
- Heimatverein Norf e. V.
- Tambourcorps „Germania“ Norf gegr.1920
- Musikverein „Frohsinn“ Norf 1926 e. V.
- St. Andreas Schützenbruderschaft Norf e. V. 1900
- Norfer Narren Club 1995 e. V.
- Schießsportverein Norf 1973 e. V.
- Bürgerforum Norf e. V.
- Menschenbrücke e. V., Norf und der Rheinkreis helfen Masaka/Uganda
- Hundesportverein Neuss-Norf
- Schulförderverein St. Andreas Norf e. V.
- Unser Norf e. V.

### Freiwillige Feuerwehr Norf
Die Freiwillige Feuerwehr Norf sorgt seit ihrer Gründung für den abwehrenden Brandschutz und die allgemeine Hilfe. Inzwischen wird sie als der Löschzug 14 der Feuerwehr Neuss bezeichnet.

### Kunst
- BahnKult: Großformatige Arbeiten regionaler Künstler am Parkplatz des S-Bahnhof Norf (Dauerausstellung mit unregelmäßigem Wechsel der Arbeiten)
- Hermann-Fischer-Haus: Gründerzentrum und Ausstellungsraum. Zweimal jährlich Ausstellungen von Künstlern aus der Region.

## Wirtschaft und Infrastruktur

### Ansässige Unternehmen
- Forschungszentrum European EPC Competence Center (EECC), RFID-Chips
- Aluminium Norf GmbH, Leichtmetalle
- Fergo Armaturen GmbH (Industriearmaturen, Stoffschieber)
- G-Star Outlet (Mode und Bekleidung)

### Verkehr

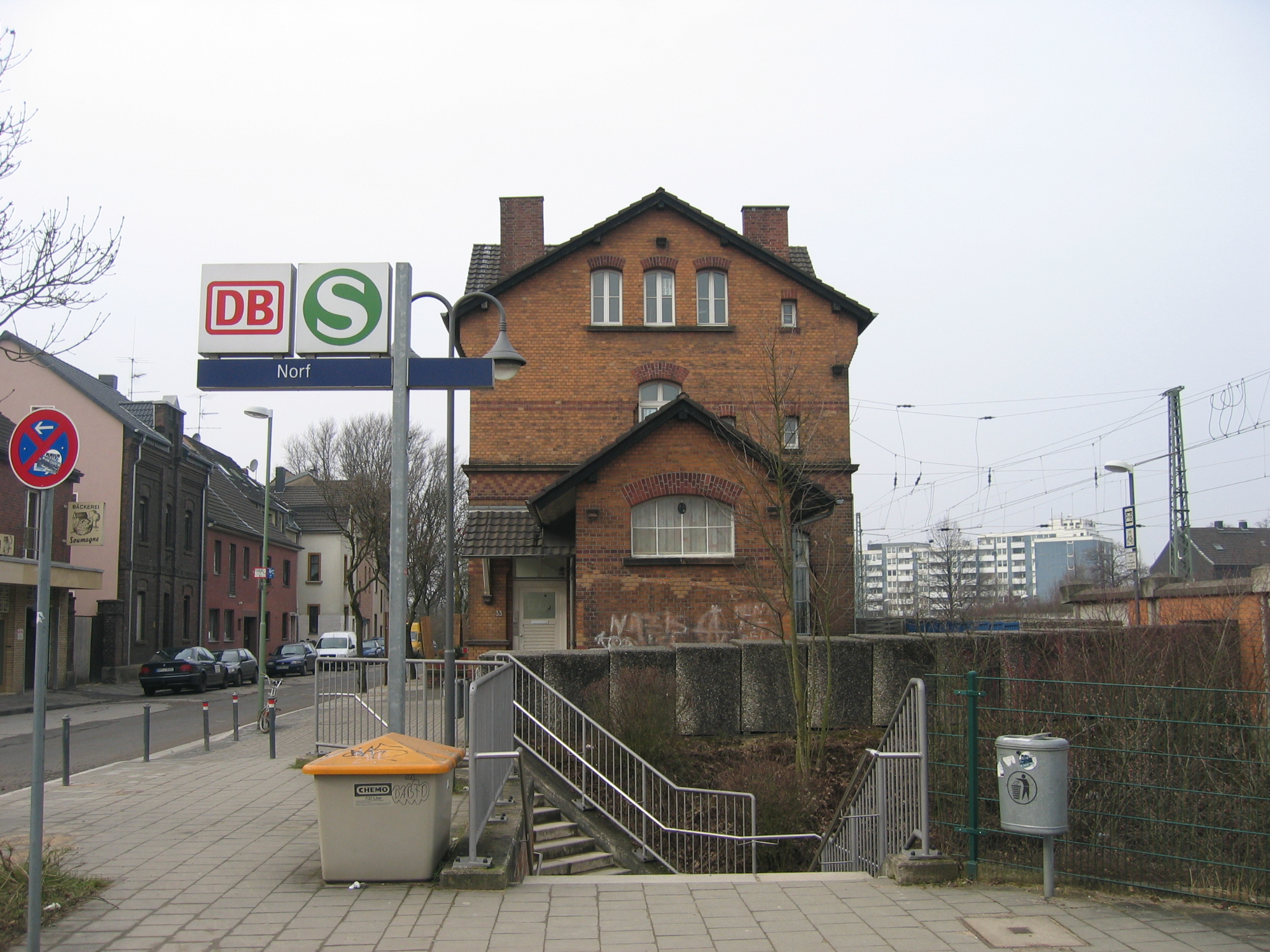
S-Bahnhof Norf

Der Bahnhof Norf liegt an der Bahnstrecke Köln–Nijmegen. Anbindung über S-Bahn-Strecke S11 (Düsseldorf Flughafen Terminal – Düsseldorf – Neuss – Dormagen – Köln – Bergisch Gladbach). Mit den Bus-Linien 841 (Düsseldorf-Handweiser – Neuss – Allerheiligen – Rosellerheide) und 852 (Kaarst Lange Hecke – Neuss – Norf Ulmenallee) kann Neuss ebenfalls erreicht werden.
Weitere Buslinien sind die Linie 827 (Düsseldorf, Am Steinberg – Neuss, Habichtweg) der Rheinbahn sowie die Linien 874 (Neuss – Dormagen Broich) und 878 (Neuss, Rheinwerk – Grevenbroich Marktplatz) der BVR.
Norf/Derikum liegt direkt an der Auffahrt zur A 57. Die A 46 ist über die A 57 nach rd. 1,5 km erreichbar. Die A 57 ist ca. 4 Autominuten entfernt.

### Schulen
- St. Andreas Grundschule
- Geschwister Scholl Grundschule
- Geschwister Scholl Hauptschule
- Ganztags-Realschule Norf (GTR-Norf)
- Gesamtschule Norf
- Gymnasium Norf

## Töchter und Söhne der Gemeinde
- Hans Michalsky (1949–2022), Radrennfahrer

## Einzelbelege
1. ↑  Bezirkstabelle – Statistische Eckdaten. Stadt Neuss, 31. Dezember 2021, abgerufen am 5. August 2022.
2. ↑  D. Haupt, Die Kleinfunde des römischen Landhauses aus Neuss-Weckhofen. Rheinische Ausgrabungen 3. Düsseldorf 1968, S. 153–165.
3. ↑  Bonner Jahrbücher 163, 1963, 555f. - Bonner Jahrbücher 165, 1965, 465. - Frank Siegmund: Merowingerzeit am Niederrhein. Rheinische Ausgrabungen 34. Rheinland-Verlag, Köln 1998, S. 336.
4. ↑  Kölner Stadtarchiv, Urkunden der Erzbischöfe von Köln, Nr. 72c, Copie Saec. XVIII. Siehe Richard Knipping, Die Regesten der Erzbischöfe von Köln im Mittelalter, Bd. 3, 1205–1304, Bonn 1913, S. 70 f. Nr. 404 bzw. Bert Pütz: Nor apa · Norpe · Norf, Norf 1974, S. 24–29.
5. 1 2   Karte der Mairie Norf
6. ↑  GenWiki: Kanton Neuß
7. ↑  http://www.heimatverein-norf.de/geschichte-2/
8. ↑  Johann Georg von Viebahn: Statistik und Topographie des Regierungs-Bezirks Düsseldorf, J. H. C. Schreinger, 1836, S. 147 (Google Books)
9. ↑  Statistisches Bundesamt (Hrsg.): Historisches Gemeindeverzeichnis für die Bundesrepublik Deutschland. Namens-, Grenz- und Schlüsselnummernänderungen bei Gemeinden, Kreisen und Regierungsbezirken vom 27.5.1970 bis 31.12.1982. W. Kohlhammer, Stuttgart / Mainz 1983, ISBN 3-17-003263-1, S. 292 (Statistische Bibliothek des Bundes und der Länder [PDF; 41,1 MB]).
10. ↑  Rheinische Post: Norfs letzter Bürgermeister, abgerufen am 24. August 2022.